# Зендиково (усадьба)
Зендиково — усадьба, расположенная в селе Зендиково Каширского района Московской области.
Находится в 6 км южнее Каширы.

## История
Село Зендиково известно ещё с XVI века. Название произошло от татарина принявшего христианство под именем Зендик Тимирязев. Основана в конце XVIII века князем Н. Ф. Барятинским, его семья владела ею до 1820-х годов. Об основателе усадьбы князе Н. Ф. Барятинском и его сыне известно не многое, князь Барятинский был коллежским асессором, сын в отставке в звании поручика. Усадьба построена на возвышенности в стиле палладианства с несколькими крытыми галереями и мезонин, портиками и балконами на фронтальных фасадах, имя архитектора проекта утрачено. В 1820-х годах усадьба вместе с крестьянами была продана профессору ботаники, ректору МГУ И.А. Двигубскому, приобретенное имение он переписал на имя супруги. С 1833 года Двигубский оставил пост ректора университета, и уже постоянно проживал в имении, однако научные труды он не бросил, а продолжал работать в усадьбе. Архитектурный ансамбль усадьбы полностью сложился во второй половине XIX века, когда к главному дому были присоединены два флигеля. В 1839 году после смерти А. И. Двигубского усадьбой владел помещик П. М. Горохов, до Октябрьской революции 1917 года ею владела его сестра Л. М. Рядцева. В начале XX века была проведена частичная перепланировка главного дома. После революции и до 1970-х годов в бывшей усадьбе располагалось общежитие каширской птицефабрики, затем пришла в упадок.
От усадьбы остались развалины двухэтажного главного дома с двумя флигелями, портики с балконами не сохранились, несколько хозяйственных построек до нашего времени не дошли в своём первоначальном виде, одно строение было разобрано в 1980-х годах, второе используется под сарай, частично сохранившийся липовый парк с четырьмя каскадными прудами, которые из-за утраты гидросистемы постепенно начали становиться заболоченными. Местными жителями часть парка была обустроена под дачи.